# Yūka Imai
Yuka Imai (今井 由香 Imai Yuka?,  Atami, Prefectura de Shizuoka, 19 de septiembre de 1970) es una actriz de voz japonesa retirada. Ha participado en series como Saber Marionette, Burn up Excess, Digimon Tamers, Fruits Basket y Uta no Prince-sama, entre otras. Estuvo afiliada a Atomic Monkey hasta el momento de su retiro.

## Vida personal
El 5 de junio de 2017, Imai anunció a través de su blog que tomaría un descanso en sus actividades como seiyū puesto que su hijo de tres años fue diagnosticado con un trastorno generalizado del desarrollo y deseaba cuidar de él. En julio de 2018, Imai reveló que se había divorciado de su esposo dos meses después del diagnóstico de su hijo debido a que este se había distanciado de su familia y no estaba siendo un buen padre para sus hijos, destacando una fuerte negligencia hacia el menor. El 31 de agosto de 2018, Imai anunció que se retiraría de la industria citando numerosos problemas en su vida personal, entre los que se destacan su divorcio y la enfermedad que padece su hijo.

## Filmografía

### Anime
- Aa! Megami-sama como Chihiro Fujimi
- Ashita no Nadja como Emma Queensbury
- Beyblade como Zomb (Dark Bladers)
- Boys Be como Shoko Sayama
- Burn up Excess como Rio Kinezono y Toshio
- Cardcaptor Sakura como Jessie/Rei Tachibana
- Detective Conan como Melanie Seymour
- Digimon Tamers como Renamon, Kyubimon, Taomon, Sakuyamon, Alice McCoy, Rumiko Makino y Seiko Hata
- Doki Doki! PreCure como Ai-chan y la Princesa Marie Ange
- Excel Saga como Misaki Matsuya
- Final Fantasy: Unlimited como Yu Ayakawa
- Fruits Basket como Arisa Uotani y Akito Sōma (pequeña)
- Futari wa Pretty Cure Splash Star como Kaoru Kiryuu
- Ghost in the Shell: Stand Alone Complex como Fem
- HeartCatch PreCure! como la madre de Nanami
- Kindaichi Shounen no Jikenbo como Akie Asagi
- Kurogane Communication como Kanato
- Los Caballeros de Lamune: Fuego como Drum y Organ Symphony
- Los Caballeros del Mundo Mon como Gluko
- Love Get Chu como Runa Narita
- Magic Knight Rayearth (1 y 2) como Mira
- Master Mosquiton 99 como Inaho Hitomebore
- Mushishi como Nagi
- Ojamajo Doremi como Yuki-sensei
- Ojamajo Doremi Sharp como la Reina del mundo de las Brujas
- Ojarumaru como Hoshiemon Hiraki (joven), Mariko Juumonji, Nozomi, Otome-sensei, Sayuri Tamura (joven), Warashi y Yuri Tanabe
- Peacemaker Kurogane como Suzu Kitamura
- Pokémon como Hokuto y Shirou
- Saber Marionette J como Otaru Namiya/Otaru Mamiya
- Saber Marionette J to X como Otaru Namiya/Otaru Mamiya
- Saint Seiya Ω como Eden de Orión (pequeño)
- Seikai no Senki (1 y 2) como Jinto Lin
- Shōjo Kakumei Utena como Wakaba Shinohara y la madre de Touga Kiryuu
- Silver Spoon como Misako Hachiken
- Suite PreCure como Misora Minamino
- Taiho Shichauzo como Yukihara Akimoto
- To Heart como Yoshie Sakashita
- Uta no Prince-sama como Tomochika Shibuya
- Uta no prince-sama Maji Love Legend Star como Tomochika Shibuya
- Wedding Peach como Angel Salvia/Wedding Salvia/Scarlett O'Hara y Sonoko
- Yami no Matsuei como Maria Wong
- Zatch Bell como Shiori/Lori

### OVAs
- 10 Tokyo Warriors como Kokono Kifu
- Angel Blade como Ayame Fudo
- Angel Blade Punish como Ayame Fudo
- Burn Up W como Rio Kinezono
- El Hazard 2 como Kalia
- Eyeshield 21 - Maboroshi no Golden Bowl como Anezaki Mamori
- Heisei Harenchi Gakuen como Kaname
- Kai Toh Ran Ma: The Animation como Miren Hanafusa
- Kakugo no Susume como Hiroko Uchiyama
- Kujibiki Unbalance como Chihiro Enamoto
- Locke, El Superman de las Galaxias: Mirroring como Nia y Elana
- Master Mosquiton como Inaho Hitomebore
- Puni Puni Poemi como Futaba Aasu
- Saber Marionette J Again como Otaru Namiya/Otaru Mamiya
- Saber Marionette R como Junior
- Seikai no Senki III como Jinto Lin
- Seraphim Call como Rikako
- Shamanic Princess como Mimi
- Sorcerer Hunters: Chivas 1-2-3 como Gin Fizz
- Variable Geo como Kaori Yanase
- VS Knight Lamune & 40 Fresh como Drum y Electone
- Wedding Peach DX como Angel Salvia/Wedding Salvia/Scarlett O'Hara
- Yakumo Tatsu como Yuka Nanachi

### Películas
- Aa! Megami-sama la película como Chihiro Fujimi
- Digimon Tamers: Battle of Adventurers como Renamon, Kyubimon, Taomon, Rumiko Makino y Seiko Hata
- Digimon Tamers: Runaway Digimon Express como Renamon
- One Piece: The Movie como Tobio
- Pia♥Carrot e Yōkoso!! –Sayaka no Koi-monogatari– como Miharu Fuyuki
- Shōjo Kakumei Utena: Adolescence Mokushiroku como Wakaba Shinohara

### CD dramas
- Burn Up Excess Plus como Rio Kinezono
- D•N•Angel como Riku Harada[7]
- Dragon Knights como Cesia
- Final Fantasy Tactics Advance como Marche
- Final Fantasy: Unlimited After 2 como Yu Ayakawa
- Final Fantasy: Unlimited Before como Yu Ayakawa
- Ojamajo Doremi 17 como la Reina del mundo de las Brujas
- Remastered Tracks Rockman Zero como Copy-X y Leviathan
- Remastered Tracks Rockman Zero Telos como Leviathan

### Videojuegos
- Aa! Megami-sama como Chihiro Fujimi
- Backguiner ~Yomigaeru Yuushatachi~ "Guiner Tenshou" como Natsumi Midorikawa
- Backguiner ACT-2 ~Yomigaeru Yuushatachi~ Hishou Hen "Uragiri no Senjou" como Natsumi Midorikawa
- Bakusou Kyoudai Let's & Go! Eternal Wings como Rion Cuzco y Yuri
- Digimon Rumble Arena como Renamon y Sakuyamon
- Eithéa como Yuka Matsuoka
- Final Fantasy XII como Larsa Ferrinas Solidor
- Gitaroo Man como U-1
- Kisetsu wo Dakishimete como Mayu
- Mega Man Zero como Copy-X y Leviathan
- Mega Man Zero 2 como Leviathan
- Mega Man Zero 3 como Copy-X MKII y Leviathan
- Mega Man ZX como Model L
- Mitsumete Knight como Priscila Dolphan
- Shadow Hearts Covenant como Anastasia Romanov
- Tales of Destiny (1 y 2) como Rutee Katrea
- True Love Story 2 como Yoko Okano